# 東浦町 (兵庫県)
東浦町（ひがしうらちょう）は、兵庫県の淡路島北部にあった町。

## 地理

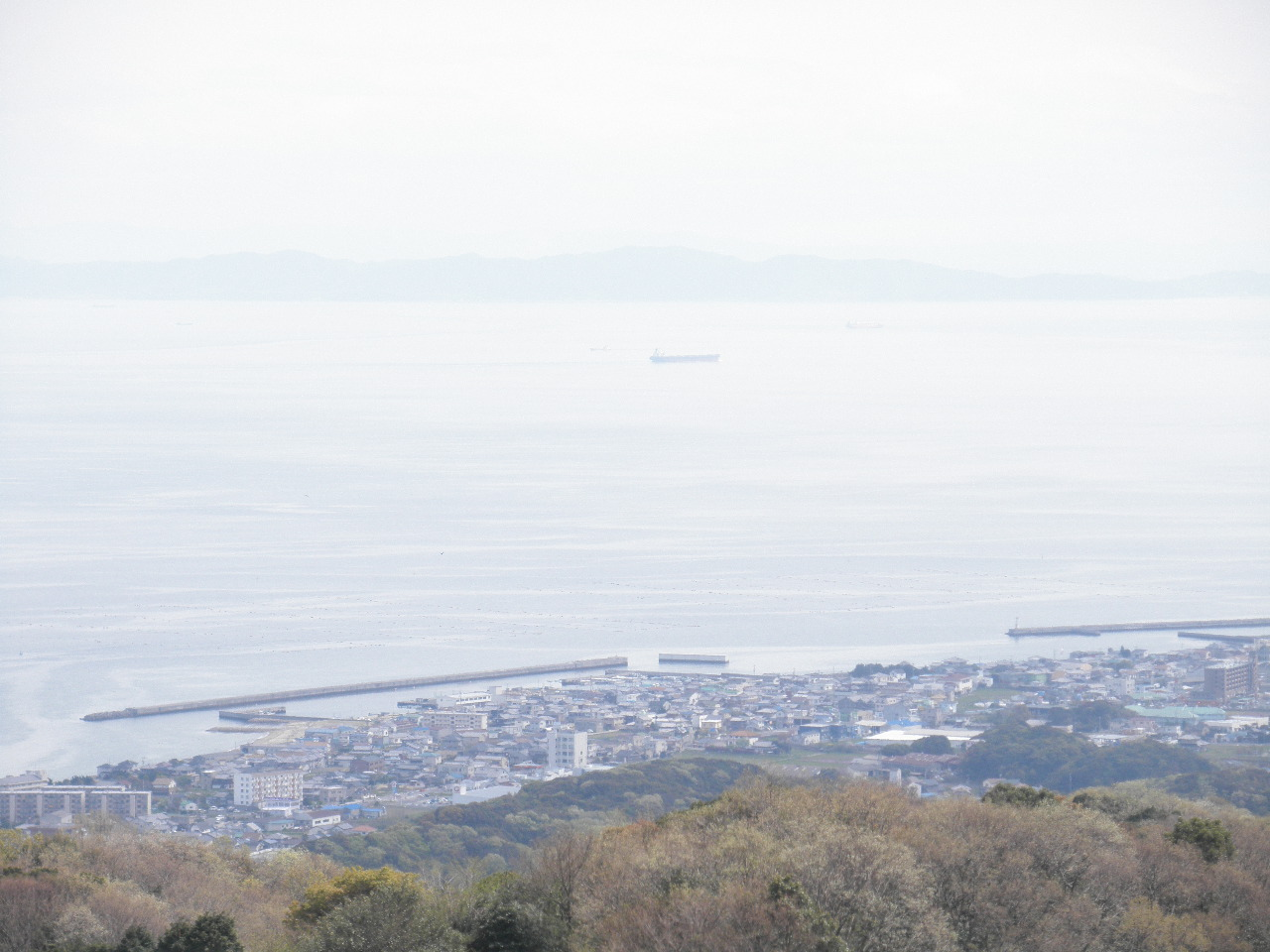
東浦市街地

大阪湾の西側に位置し、東経135度の子午線が通る自治体としては最南端にある。

## 歴史
- 1961年（昭和36年）6月19日 - 津名郡淡路町の一部（[2]）が分立して東浦町が発足（経緯は後述）[3][4]。
- 1962年（昭和37年）3月24日 - 東浦の「ヒ」を図案化した町章を制定[5][4]。
- 1966年（昭和41年）3月30日 - 国道28号が全線開通[3][5][4]。
- 1968年（昭和43年）7月29日 - 大磯から須磨区までフェリーボートが就航[3][5][4]。
- 1970年（昭和45年）4月1日 - 釜口出張所が廃止[3][5]。
- 1981年（昭和56年）5月11日 - 町民憲章を制定[3][4]。
- 1981年（昭和56年）6月7日 - 東浦町芸能祭を初開催[3][4]。
- 1986年（昭和61年）6月7日 - 兵庫県立洲本実業高等学校東浦校が大磯に移転[3][4]。
- 1987年（昭和62年）3月15日 - 岡山県御津郡建部町との姉妹提携調印式を行う[3][4]。
- 1988年（昭和63年）5月18日 - B&G東浦海洋センターが完成[3][4]。
- 1990年（平成2年）3月31日 - 国営北淡路農地開発事業が完成[3][4]。
- 1994年（平成6年）10月13日 - 神戸淡路鳴門自動車道東浦インターチェンジが起工[3][4]。
- 1998年（平成10年）4月4日 - 兵庫県立あわじ花さじきが開園[3][4]。
- 1998年（平成10年）4月5日 - 神戸淡路鳴門自動車道が完成[3][4]。淡路フェリーボートが廃止[3][4]。
- 2000年（平成12年）3月18日 - ジャパンフローラ2000が開幕[3][4]。
- 2005年（平成17年）4月1日 - 淡路町・一宮町・津名町・北淡町と合併して淡路市が発足。同日東浦町廃止。

### 淡路町からの分町
1958年に岩屋町・浦村・仮屋町・釜口村の4町村が合併して淡路町が発足したが、新庁舎の位置などを巡り岩屋地区とほか3地区が対立し、その他の3地区が分町して東浦町を発足させた。その際に血縁・地縁関係から淡路町に残留する人がいたため、その土地が飛地として淡路町側に残ることとなった。2002年時点で、淡路町内に東浦町民5世帯、東浦町内に淡路町民140世帯が居住し、また淡路町教育委員会によると、2002年度に東浦町内の飛び地から淡路町内の幼稚園・小中学生に通園・通学する子供が28人に上っていたほか、友人関係から就学前に親類のところに籍を移す人も存在した。
また、合併前には飛び地側と別であった郵便番号は、合併に伴い東浦町側の郵便番号に統一された。

## 行政
| 代 | 氏名     | 就任年月日                | 退任年月日                | 備考 |
| -- | -------- | ------------------------- | ------------------------- | ---- |
| 01 | 砂川忠弥 | 1961年（昭和36年）7月18日 | 1965年（昭和40年）7月16日 |      |
| 02 | 新阜貞二 | 1965年（昭和40年）7月17日 | 1985年（昭和60年）7月16日 |      |
| 03 | 新阜京一 | 1985年（昭和60年）7月17日 | 2005年（平成17年）3月31日 |      |

## 経済

### 産業
- 主な産業
- 産業人口

#### 漁業
- 仮屋漁港
- 森漁港
- 浦漁港
- 釜口漁港

## 姉妹都市・提携都市

### 日本国内
- 岡山県御津郡建部町 - 1987年3月15日調定[3][4]

## 地域
- 合併後は大字表記になっている。

| 大字名 | 郵便番号 |
| ------ | -------- |
| 浦     | 656-2305 |
| 大磯   | 656-2302 |
| 釜口   | 656-2334 |
| 仮屋   | 656-2331 |
| 楠本   | 656-2301 |
| 久留麻 | 656-2311 |
| 小磯   | 656-2303 |
| 河内   | 656-2323 |
| 下田   | 656-2303 |
| 白山   | 656-2322 |
| 谷     | 656-2332 |
| 中持   | 656-2321 |
| 浜     | 656-2304 |
| 夢舞台 | 656-2306 |

### 健康
- 平均年齢

### 教育

#### 高等学校
- 兵庫県立洲本実業高等学校東浦校

#### 中学校
- 東浦町立東浦中学校

#### 小学校
- 東浦町立浦小学校
- 東浦町立釜口小学校
- 東浦町立学習小学校

## 交通

### 鉄道
町内には通っていない。

### 道路

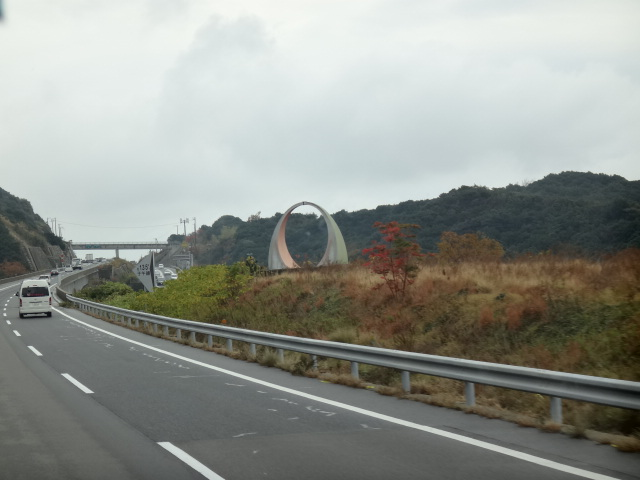
東浦IC北側に設置された東経135度（子午線）のモニュメント（高速バス車内より撮影）

- 高速道路

- - 神戸淡路鳴門自動車道 東浦IC
- 国道
  - 国道28号
- 県道
  - 兵庫県道71号北淡東浦線
  - 兵庫県道157号佐野仁井岩屋線
  - 兵庫県道460号野島浦線

### 船舶
- 大磯港

明石海峡大橋開通まで淡路フェリーボートが須磨港までの航路を運航していた（片道約50分）。
かつてのフェリーターミナルには三洋エナジー東浦とラジオ関西神戸送信所がある。
- 浦港

かつては淡路フェリーが長田港、淡路連絡汽船が岩屋港経由明石港行きの航路を運航していた。
- 釜口港

## 名所・旧跡・観光スポット・祭事・催事
- 兵庫県立あわじ花さじき[3][4]
- 東浦町立陶芸館
- 中浜稔猫美術館
- 東浦サンパーク
- 松帆神社
- 伊勢久留麻神社
- 事代主神社
- 妙勝寺
- 淡路夢舞台
  - 兵庫県立淡路夢舞台国際会議場

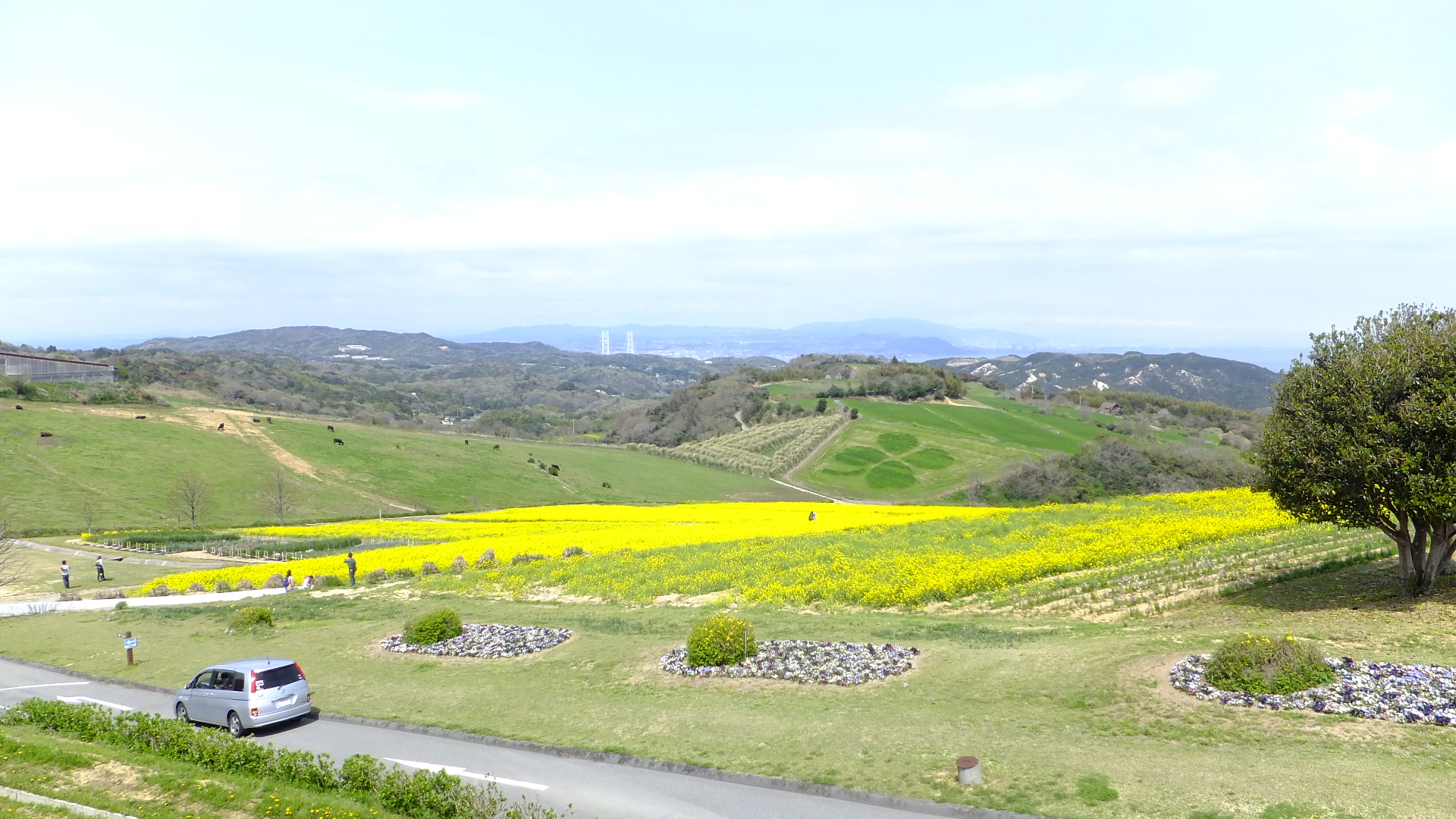
あわじ花さじき

  - グランドニッコー淡路(旧ウェスティンホテル淡路)

2002 FIFAワールドカップの際にイングランド代表チームが宿泊した。

## 出身有名人
- 井植歳男（三洋電機創設者）
- 近本光司（プロ野球選手）

## その他
- 東浦町分立の際、世帯単位で淡路町に残ってもよいことになり、東浦町内の至る所に淡路町の飛地が存在することになった。淡路町の飛地に住む世帯は岩屋の小・中学校に通わなければならず、不便を強いられることになった。